# Sepedon testacea
Sepedon testacea är en tvåvingeart som beskrevs av Friedrich Hermann Loew 1862. Sepedon testacea ingår i släktet Sepedon och familjen kärrflugor. Inga underarter finns listade i Catalogue of Life.